# 荧光素
荧光素（fluorescein）又称荧光黄，化学名二羟基荧烷，是一种合成有机化合物，外观为暗橙色/红色粉末，可溶于乙醇，微溶于水。在蓝光或紫外线照射下會发出绿色荧光。
在多种技術应用（如荧光抗体技术）中被广泛用作为荧光示踪物。目前常用於眼科的檢查中，如在眼表疾病的临床工作中，也用荧光素钠（fluorescein sodium）进行染色，后在藍光下观察，以评估角膜屏障功能是否受损及受损程度。

## 备注
1. ↑  在台灣，此術語翻譯之漢字，與 luciferin 翻譯之漢字完全相同，易造成混淆；為有所區別，此術語宜稱“螢光黃”[2]。